# 2-노넨알
2-노네날(2-Nonenal)은 불포화 알데히드의 일종이다. 용액은 무색이며, 묵은 맥주나 메밀 냄새의 구성 성분이다.
이 물질이 내는 악취는 인체가 노화하면서 발생하는 몸 냄새와 관계가 있는 것으로 생각되고 있다.